# Galiomyza takadai
Galiomyza takadai är en tvåvingeart som beskrevs av Mitsuhiro Sasakawa 1993. Galiomyza takadai ingår i släktet Galiomyza och familjen minerarflugor. Inga underarter finns listade i Catalogue of Life.